# 大金德拉季夫卡
47°35′50″N 29°49′45″E / 47.59722°N 29.82917°E
大金德拉蒂夫卡（烏克蘭語：Велика Кіндратівка）是位於烏克蘭西南部的村莊，由敖德萨州波季利斯克区的庫亞利尼克市鎮負責管轄。該村始建於1730年，面積1.06平方公里，海拔高度97米，2001年人口249，人口密度每平方公里234.91人。